# Catocala puerperoides
Catocala puerperoides là một loài bướm đêm thuộc họ Erebidae. It is restricted to more khu vực miền bắc của Iran, reaching miền nammost distribution ở đông nam Zagros, provinces Azerbayejan-e-Sharqi (miền đông Azerbaijan), Mazandaran, Tehran, Lorestan, Khuzestan và Kohkiluye va Boyer-Ahmad.
Sải cánh dài 73–84 mm. Con trưởng thành bay từ tháng 6 đến tháng 10.